# 아사프 알카르니
아사프 알카르니 (1984년 4월 2일 ~ 사우디아라비아)는 사우디 아라비아의 축구 골키퍼이다. 사우디아라비아 축구 국가대표팀 소속으로 2007년 아시아컵에 출전했다.
2018년 사우디아라비아 축구 국가대표팀 2018년 FIFA 월드컵 최종명단에 이름이 올랐다.

## 추천
- 사우디 왕세자 컵: 2016-17년도
- 왕 잔: 2018